# PiperJet Altaire 360
Die PiperJet Altaire 360 war ein Projekt des US-amerikanischen Flugzeugherstellers Piper Aircraft Corporation. Das Flugzeug kann nach seinem Gewicht der Klasse der Very Light Jets (VLJ) zugeordnet werden. Die einstrahlige Altaire war als Geschäftsreiseflugzeug vorgesehen, welches von einem Piloten geflogen wird und bis zu sechs Passagiere befördern kann.

## Geschichte
Im Juli 2008 startete der erste Versuchsträger Piperjet PA-47 zu seinem Erstflug. Drei weitere Prototypen waren für Flugversuche und einer für statische Belastungsversuche vorgesehen. Piper Aircraft begann Mitte 2011 mit der Teileproduktion für die erste Flugzeugzelle in der etwas vergrößerten Serienausführung, wonach der Bau ab August 2011 beginnen sollte.  Der Erstflug der ersten serienkonformen Version sollte 2012, die Zulassung und die ersten Auslieferungen 2014 folgen. Werkseinrichtungen in Vero Beach (Florida) wurden für die Produktion der Altaire mit einem Aufwand von 5,6 Mio. USD vorbereitet, wobei etwa 200 Personen an dem Piper-Programm beschäftigt waren.
Im Oktober 2011 gab Piper Aircraft bekannt, das Programm aus wirtschaftlichen Gründen auf unbestimmte Zeit zu verschieben und eine größere Anzahl von Mitarbeitern zu entlassen. Noch zwei Wochen zuvor hatte Piper beim Annual Meeting & Convention der National Business Aviation Association in Las Vegas ein Vorführmodell des Jets vorgestellt.

## Konstruktion
Der Antrieb erfolgt durch ein Williams International FJ-44-3AP Strahltriebwerk, das einen Schub von 11,24 kN liefert. Dies ermöglicht eine Reisegeschwindigkeit von 480 km/h und eine Reichweite (mit Reserve) von 2.400 km. Der angestrebte Preis wird mit 2,6 Mio. US-$ angegeben.